# Commandant Charcot Glacier
Commandant Charcot är en glaciär i Antarktis. Den ligger i Östantarktis. Frankrike gör anspråk på området. Commandant Charcot ligger 449 meter över havet.
Terrängen runt Commandant Charcot är platt söderut, men norrut är den kuperad. Trakten är obefolkad. Det finns inga samhällen i närheten.